# Barisan Nasional
Barisan Nasional (tiếng Mã Lai; tên gọi trong lịch sử là Mặt trận Dân tộc, thường được viết tắt là BN) là một liên minh chính trị lớn ở Malaysia, được thành lập vào năm 1973 như là sự kế thừa cho Alliance (Perikatan). Cùng với tổ chức tiền nhiệm của nó, nó đã là lực lượng chính trị cầm quyền liên bang của Malaysia từ khi độc lập. Trụ sở chính của liên minh nằm ở thủ đô Kuala Lumpur.

Barisan Nasional

Trong cuộc tổng tuyển cử năm 2008, Barisan Nasional mất hơn một phần ba số ghế quốc hội để Pakatan Rakyat, một liên minh lỏng lẻo của các đảng đối lập. Năm chính quyền tiểu bang, Kelantan, Kedah, Penang, Perak (mà sau này được trở lại thông qua phán quyết của tòa án sau một cuộc khủng hoảng hiến pháp) và Selangor, rơi vào tay Pakatan Rakyat.
Trong cuộc tổng tuyển cử tháng 5 năm 2013, Liên minh Barisan Nasional của đương kim thủ tướng Mohd Najib bin Abdul Razak đã giành đa số ghế trong cuộc tổng tuyển cử ở Malaysia.

## Các tổ chức
- Tổ chức Dân tộc Mã Lai Thống nhất
Pertubuhan Kebangsaan Melayu Bersatu (UMNO)
- Công hội người Hoa Malaysia
Persatuan Cina Malaysia (MCA)
- Đại hội người Ấn Malaysia
Kongres India Malaysia (MIC)
- Parti Bersatu Rakyat Sabah (PBRS)

### Đảng viên cũ
- Parti Gerakan Rakyat Malaysia (GERAKAN)
- Parti Progresif Penduduk (PPP)
- Parti Pesaka Bumiputera Bersatu (PBB)
- Parti Rakyat Bersatu Sarawak (SUPP)
- Parti Bersatu Sabah (PBS)
- Parti Liberal Demokratik (LDP)
- Pertubuhan Pasokmomogun Kadazandusun Murut Bersatu (UPKO)
- Parti Demokratik Progresif Sarawak (SPDP)
- Parti Rakyat Sarawak (PRS)